# مراد باي (قسنطينة)
مراد باي هو باي قسنطينة وحاكم بايلك الشرق ضمن أيالة الجزائر في العهد العثماني. امتد حكمه بين سنتي 1622 و1647 ليخلفه فيما بعد فرحات باي.